# Vénalité des offices
La vénalité des offices, ou vénalité des charges, désigne un système dans lequel des fonctions (charges, offices) de l'administration publique d'un pays sont attribuées comme un bien monnayable : la personne désirant occuper une charge doit s'acquitter pour cela d'une certaine somme d'argent. Ce système s'oppose à d'autres systèmes d'attribution des charges, notamment au mérite (diplôme, expérience, formations reconnues), à l'ancienneté etc.
La vénalité des offices a existé dans de nombreuses sociétés incluant par exemple la Chine, l'Empire ottoman et l'Europe de l'Ouest. Elle fut notamment généralisée en France sous l’Ancien Régime, où elle était complétée par l’hérédité de ces mêmes charges. Elle est peu répandue dans les sociétés contemporaines.